# Tay Dizm
Tay Dizm, de son vrai nom Artavious Smith, né à Miami, en Floride, est un rappeur américain. Il est membre du label Nappy Boy Digital de T-Pain.

## Biographie
Âgé de 18 ans il quitte sa famille adoptive pour retrouver sa vraie famille à Gainesville. Ses deux frères biologiques lui font découvrir le rap et enregistrent des mixtapes avec lui. Par la suite, il s'installe à Tallahassee où il rencontre le chanteur T-Pain. Une amitié profonde se noue entre les deux hommes. Tay Dizm est en featuring sur les trois premiers albums de T-Pain. Tay Dizm a aussi contribué au titre Who The F*** Is That de Dolla en featuring avec T-Pain, ainsi qu'au titre She Got It de 2 Pistols, toujours en featuring avec T-Pain.
En 2008, il signe sur le label Nappy Boy Entertainment et prépare son premier album studio, Welcome to the New World. Le 19 août 2008, le premier single Beam Me Up, featuring T-Pain et Rick Ross, est mis en ligne sur le site de Nappy Boy. Il atteint rapidement les 4 000 téléchargements, d'après Nielsen Soundscan, sans avoir bénéficié d'une importante promotion. Le deuxième single, Dream Girl, featuring Akon, se classe au Bubbling Under Hot 100 Singles en février 2009. Le troisième single, Nothing But the Truth, comprend un featuring du rappeur Dolla, décédé en 2009, et de Picallo.

## Discographie

### Mixtapes
- 2007 : The Hottest HotBoy Vol.1
- 2008 : Beam Me Up Mixtape (The Hottest HotBoy Vol.2)
- 2009 : DreamGirl Mixtape (The Hottest HotBoy Vol.3)
- 2009 : DJ Jooz & Tay Dizm - Strictly South Vol.2
- 2009 : DJ Epps & Tay Dizm - Miami Meldtown Mixtape
- 2009 : Klarc Sheppard & Tay Dizm - Ridin High 11
- 2010 : Point 'Em Out

### Singles
- 2008 :  Beam Me Up (feat. T-Pain & Rick Ross)
- 2009 :  Dreamgirl (feat. Akon)
- 2009 :  Nothing But the Truth (feat. Young Cash & Piccalo)
- 2010 :  Point Em Out (feat. Shawnna)

### Clips
- 2007 : Who the Fuck Is That? (Dolla feat. T-Pain & Tay Dizm)
- 2008 : Tell Me This (G-5) (Huey feat. MeMpHitz, T-Pain & Tay Dizm)
- 2008 : She Got It (2 Pistols feat. T-Pain & Tay Dizm)
- 2008 :  Beam Me Up (Tay Dizm feat. T-Pain & Rick Ross)
- 2009 :  Dreamgirl (Tay Dizm feat. Akon)
- 2009 :  Nothing But the Truth (Tay Dizm feat. Young Cash & Piccalo)
- 2010 :  Point Em Out (Tay Dizm feat. Shawnna)
- 2010 :  Dream Girl (Akon Feat Tay Dizm)

### Apparitions
- 2008 :  T-Pain - Pr33 Ringz : I'm Madd
- 2009 :  Young Cash - The World Is Mine : Get Lower
- 2009 :  Young Cash - The World Is Mine : Every Girl [Remix]
- 2010 :  T-Pain Presents Nappy Boy All Stars Vol.1 : Dancing Like Stripper
- 2010 :  T-Pain Presents Nappy Boy All Stars Vol.1 : My SpaceShip
- 2010 :  T-Pain Presents Nappy Boy All Stars Vol.1 : The Way Your Body Move
- 2010 :  T-Pain Presents Nappy Boy All Stars Vol.1 : Point Em Out (feat. Shawnna)